# Mount Burke
Mount Burke är ett berg i Kanada.   Det ligger i provinsen British Columbia, i den södra delen av landet, 3 500 km väster om huvudstaden Ottawa. Toppen på Mount Burke är 1 270 meter över havet.
Terrängen runt Mount Burke är varierad.Runt Mount Burke är det ganska tätbefolkat, med 222 invånare per kvadratkilometer.. Närmaste större samhälle är Coquitlam, 3,0 km sydväst om Mount Burke.
I omgivningarna runt Mount Burke växer i huvudsak barrskog.